# Étienville
Étienville és un municipi francès situat al departament de la Manche i a la regió de Normandia. L'any 2007 tenia 330 habitants.

## Demografia

### Població
El 2007 la població de fet d'Étienville era de 330 persones. Hi havia 144 famílies de les quals 36 eren unipersonals (28 homes vivint sols i 8 dones vivint soles), 52 parelles sense fills, 44 parelles amb fills i 12 famílies monoparentals amb fills.
La població ha evolucionat segons el següent gràfic:
Habitants censats

### Habitatges
El 2007 hi havia 175 habitatges, 143 eren l'habitatge principal de la família, 19 eren segones residències i 14 estaven desocupats. 167 eren cases i 4 eren apartaments. Dels 143 habitatges principals, 121 estaven ocupats pels seus propietaris, 19 estaven llogats i ocupats pels llogaters i 3 estaven cedits a títol gratuït; 10 tenien dues cambres, 26 en tenien tres, 31 en tenien quatre i 75 en tenien cinc o més. 92 habitatges disposaven pel capbaix d'una plaça de pàrquing. A 56 habitatges hi havia un automòbil i a 71 n'hi havia dos o més.

### Piràmide de població
La piràmide de població per edats i sexe el 2009 era:
| Homes | Edats   | Dones |
| ----- | ------- | ----- |
| 0     | 95 o +  | 0     |
| 0     | 90 a 94 | 0     |
| 0     | 85 a 89 | 0     |
| 0     | 80 a 84 | 4     |
| 4     | 75 a 79 | 12    |
| 12    | 70 a 74 | 16    |
| 4     | 65 a 69 | 4     |
| 28    | 60 a 64 | 24    |
| 8     | 55 a 59 | 4     |
| 12    | 50 a 54 | 16    |
| 16    | 45 a 49 | 4     |
| 8     | 40 a 44 | 8     |
| 12    | 35 a 39 | 4     |
| 24    | 30 a 34 | 20    |
| 4     | 25 a 29 | 12    |
| 0     | 20 a 24 | 0     |
| 0     | 15 a 19 | 24    |
| 8     | 10 a 14 | 12    |
| 4     | 5 a 9   | 8     |
| 4     | 0 a 4   | 4     |

## Economia
El 2007 la població en edat de treballar era de 215 persones, 150 eren actives i 65 eren inactives. De les 150 persones actives 136 estaven ocupades (76 homes i 60 dones) i 14 estaven aturades (4 homes i 10 dones). De les 65 persones inactives 41 estaven jubilades, 12 estaven estudiant i 12 estaven classificades com a «altres inactius».

### Ingressos
El 2009 a Étienville hi havia 143 unitats fiscals que integraven 327 persones, la mediana anual d'ingressos fiscals per persona era de 17.298 €.

### Activitats econòmiques
Dels 16 establiments que hi havia el 2007, 5 eren d'empreses de construcció, 2 d'empreses de comerç i reparació d'automòbils, 1 d'una empresa de transport, 2 d'empreses financeres, 1 d'una empresa immobiliària, 3 d'empreses de serveis, 1 d'una entitat de l'administració pública i 1 d'una empresa classificada com a «altres activitats de serveis».
Dels 5 establiments de servei als particulars que hi havia el 2009, 3 eren paletes, 1 guixaire pintor i 1 fusteria.
L'any 2000 a Étienville hi havia 22 explotacions agrícoles que ocupaven un total de 546 hectàrees.

## Poblacions més properes
El següent diagrama mostra les poblacions més properes.